# Миньяр (река)
Миньяр (в верховье Верхний Миньяр) — река, правый приток Сима (бассейн Белой), водность которого увеличивает почти вдвое. Длина 42 километра, площадь водосборного бассейна — 609 км². 
Начало берёт на южном склоне хребта Каратау. Протекает по Ашинскому району Челябинской области. На месте впадения в Сим устроено Миньярское водохранилище, высота — 169 м.

## Этимология
По одной версии наименование реки происходит от древнетюркского минг — «тысяча» и яр — «берег», буквально — «река тысячи берегов». По другой версии, основа названия происходит от этнонима башкирского племени Мин.

## Притоки
- 8,2 км: Нижняя Биянка
- 14 км: Верхняя Биянка
- 19 км: Нижняя Миня
- 20 км: Верхняя Миня

## Флора и фауна
По берегам, на склонах гор — смешанный лес, непосредственно вблизи воды — ольшаники. Из земноводных во множестве встречается травяная лягушка. Из птиц наиболее обычны серая цапля, перевозчик, оляпка, обыкновенная чечевица, чиж, зяблик, горная трясогузка, зарянка, садовая камышовка, камышовка-барсучок, чёрный коршун, обыкновенный канюк, черныш, рябинник, певчий дрозд и др. В прибрежных лесах встречается обыкновенная белка, есть бобр.

## Данные водного реестра
По данным государственного водного реестра России относится к Камскому бассейновому округу, водохозяйственный участок реки — Сим от истока и до устья, речной подбассейн реки — Белая. Речной бассейн реки — Кама.
Код объекта в государственном водном реестре — 10010200612111100019249.